# Blitzen Trapper
Blitzen Trapper est un groupe de country folk originaire de Portland, Oregon signé chez Sub Pop Records. Fondé en 2000, Blitzen Trapper est actuellement un quintette, avec Eric Earley (guitare, harmonica, chant, clavier), Erik Menteer (guitare, clavier), Brian Adrian Koch (batterie, chant, harmonica), Michael Van Pelt (basse) et Marty Marquis (guitare, clavier, chant, mélodica). Le groupe s'est auto-enregristré pour les trois premiers albums. "Wild Mountain Nation" a été placée 98e dans le classement du magazine Rolling Stone des 100 Meilleures Chansons de 2007.
En 2007, Blitzen Trapper a enregistré son troisième album, Wild Mountain Nation, et a été acclamé par la critique, notamment par Pitchfork, The Nerve et Spin Magazine. Le groupe a signé chez Sub Pop Records au cours de l'été 2007.
L'enregistrement de Furr en 2008 a été une grande réussite pour le groupe. Une double-page leur est alors consacrée dans le magazine Rolling Stone pour leur nouveaux morceaux éclectiques. L'album se hisse à la 13e place du classement Rolling Stone des Meilleurs Albums de 2008 tandis que le morceau Furr est classé 4e des Meilleurs Singles de 2008.

## Composition
Le leader du groupe Eric Earley, qui a commencé à faire de la musique à l'âge de trois ans, est l'auteur de la plupart des compositions du groupe.

## Membres
- Eric Earley – frontman, guitare solo et rythmique, clavier, harmonica
- Erik Menteer – frontman, guitare rythmique et bottleneck, percussions, moog
- Brian Adrian Koch – batterie, chœur, harmonica
- Michael Van Pelt – basse, sifflet, percussions, harmonica
- Marty Marquis - guitare rythmique et occasionnellement chant, clavier, harmonica, percussions, mélodica

## Discographie

### Albums studios
| Année | Titre                                 | Label           |
| ----- | ------------------------------------- | --------------- |
| 2003  | Blitzen Trapper                       | Lidkercow Ltd.  |
| 2004  | Field Rexx                            | Lidkercow Ltd.  |
| 2007  | Wild Mountain Nation                  | Sub Pop         |
| 2008  | Furr                                  | Sub Pop         |
| 2010  | Destroyer of the Void                 | Sub Pop         |
| 2011  | American Goldwing                     | Sub Pop         |
| 2020  | Holy Smokes Future Jokes              | Yep Roc Records |
| 2024  | 100’s of 1000’s, Millions of Billions | Yep Roc Records |

### EPs
| Année | Titre              | Label          |
| ----- | ------------------ | -------------- |
| 2008  | Cool Love No. 1    | Lidkercow Ltd. |
| 2009  | Black River Killer | Sub Pop        |

### 7" Singles
| Année | Titre          | Label   |
| ----- | -------------- | ------- |
| 2009  | War is Placebo | Sub Pop |
| 2011  | Maybe Baby     | Sub Pop |
| 2012  | Hey Joe        | Sub Pop |